# Barstow (Washington)
Barstow es un lugar designado por el censo ubicado en el condado de Pend Oreille en el estado estadounidense de Washington. En el año 2010 tenía una población de 59 habitantes.

## Geografía
Barstow se encuentra ubicado en las coordenadas 48°46′38″N 117°8′34″O / 48.77722, -117.14278.